# 普林西比岛
普林西比岛（葡萄牙語：Ilha do Príncipe）是圣多美和普林西比的两个主要岛屿之一。总面积136平方千米，人口约5000，人口密度约36人/平方千米。隶属普林西比自治区，下設帕盖县。主要城镇为圣安东尼奥，省政府和县政府都位于此。岛上有一个机场，即普林西比机场。该岛为火山岛。

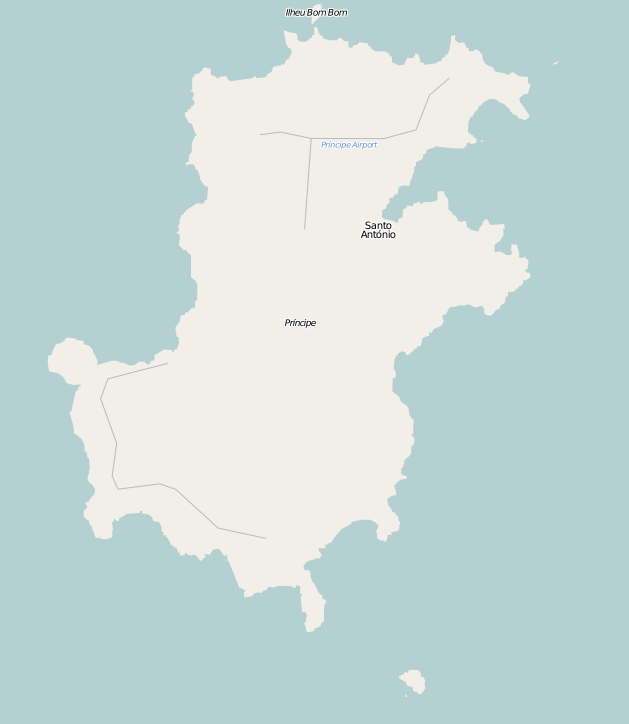
首府聖安東尼奧與普林西比機場皆位於普林西比島的北部地區